# Kumano (Hiroszima)
Kumano (jap. 熊野町 Kumano-chō) – miasto w Japonii, na wyspie Honsiu, w prefekturze Hiroszima. Według danych na rok 2020 miejscowość zamieszkiwało 22 834 mieszkańców , a gęstość zaludnienia wyniosła 676,4 os./km².